# Loreley

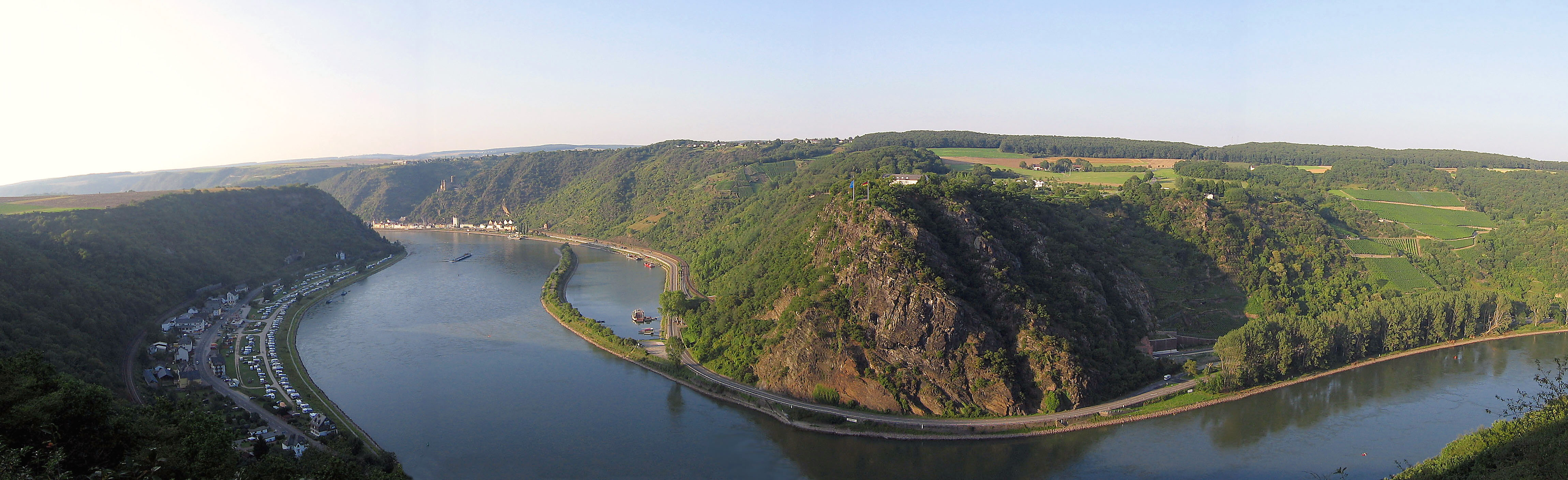
Loreley pe cursul mijlociu al Rinului

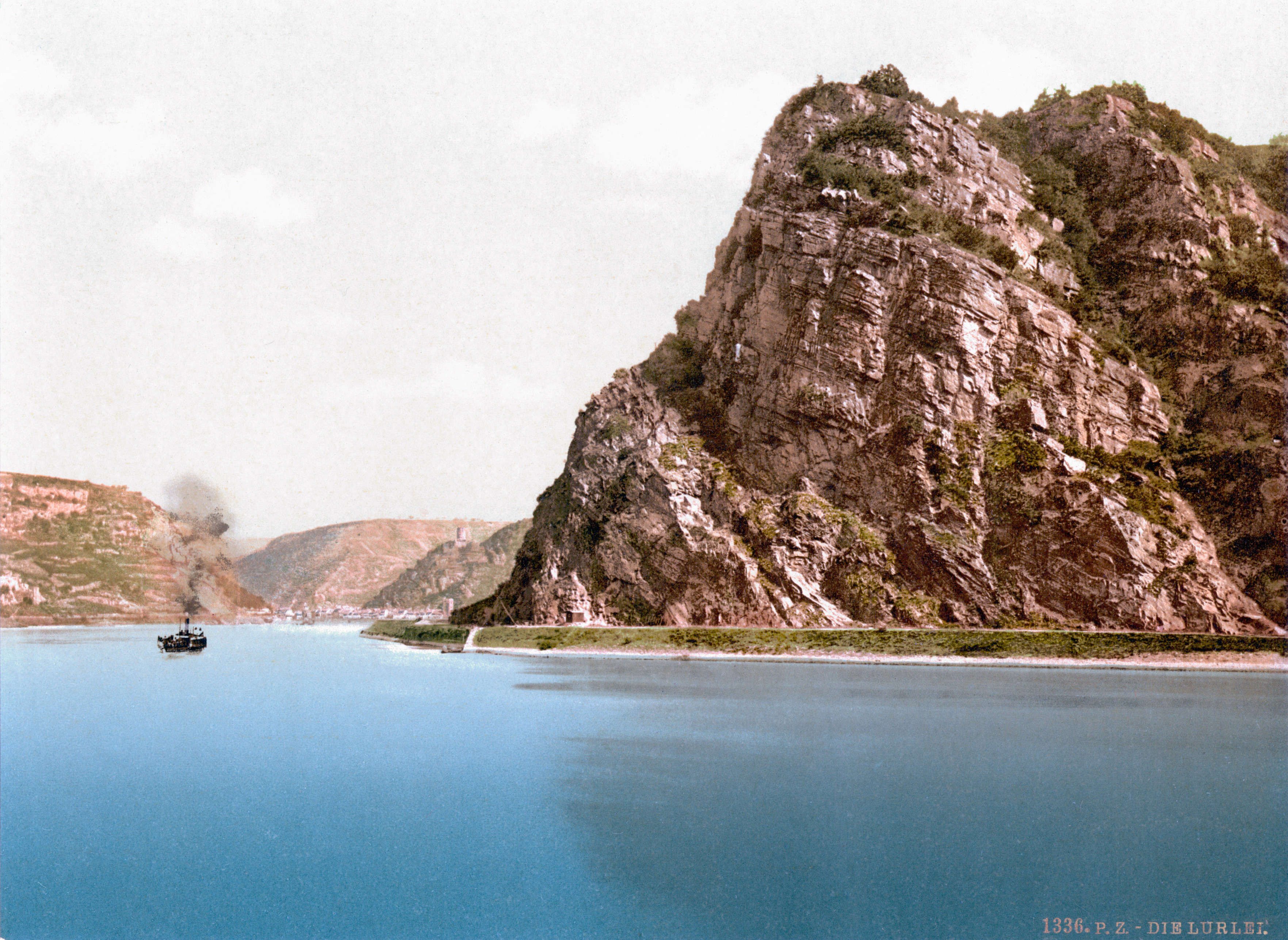
Loreley prin anul 1900

Loreley (Lorelei sau Lorelai) este o stâncă alcătuită din șisturi vulcanice, situată pe malul estic al Rinului având o înălțime de 132 m. Stânca este în apropiere de Rheinknie și de localitatea Sankt Goarshausen în landul Rheinland-Pfalz din Germania.
Peisajul încântător al orașelor Sankt Goarshausen, Sankt Goar și al cetății Katz oferit de pe stâncă, este un punct de atracție pentru turiști. Pe platoul stâncos au loc și o serie de spectacole, sau concerte de muzică rock. În dreptul stâncii Loreley Rinul are o adâncime de 25 m și o lățime de numai 113 m, fiind locul cel mai îngust și mai adânc al părții navigabile al Rinului. Această porțiune fiind numită Groapa Bingen este și în prezent periculoasă pentru navigație, navele folosind permanent o comunicare prin semnale luminoase. Prin aruncarea în aer în anul 1930, cu ajutorul explozivilor a stâncilor de sub apă a diminuat pericolul.

## Istoric

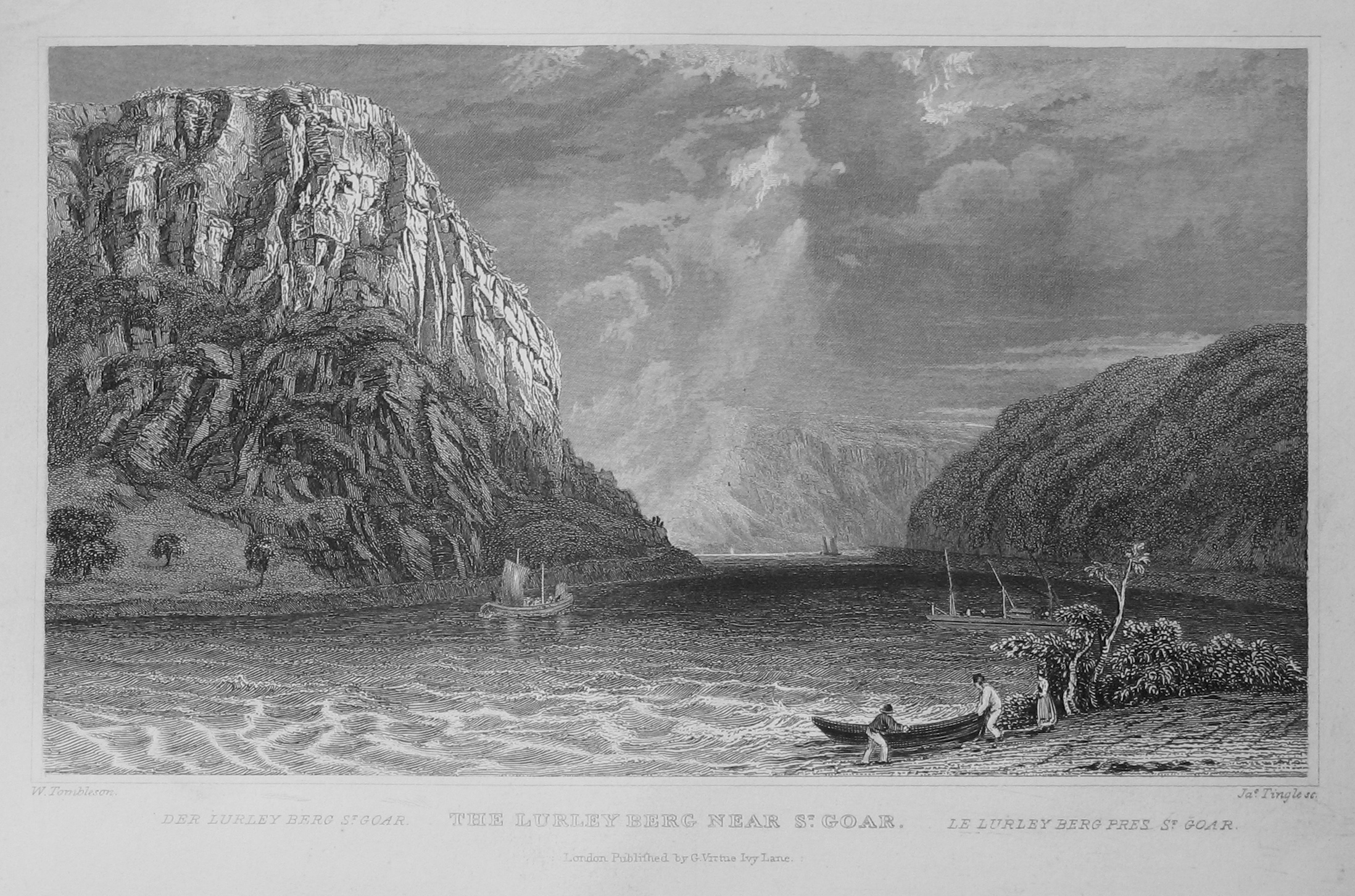
Loreley prin 1832, după Tombleson

Urmele de așezări omenești de pe platoul stâncos Loreley, datează în urmă cu 600 000 de ani. Deja în evul mediu stânca devine renumită, prin pericolul mare pe care îl prezenta pentru corăbieri sau plutași. Pe lângă groapa Bingen din apropiere, în aval spre St. Goar se afla aici, locul cel mai periculos de pe traseul Rinului. În acest loc era un banc de nisip transversal, din care se profilau sub apă stânci, pe partea cealaltă Rinul avea un curs mai domol. Această diferență de viteză a cursului apei crea vârtejuri deosebit de periculoase, care au creat numeroase catastrofe. Din această cauză se credea în apropiere de acest loc vine sfântul Goar, care va salva și îngriji pe cei naufragiați.

## Mitul

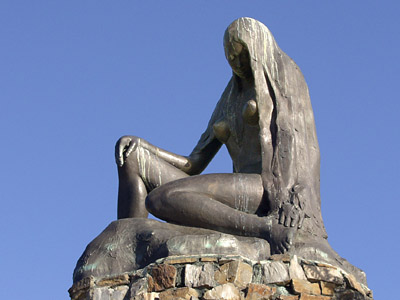
Statuia zânei Loreley

Loreley este cântată în balade ea fiind o zână, care ademenea cu cântecul ei pe navigatori. Pe lângă glasul ademenitor și frumusețea ei, zâna mai avea un păr lung blond strălucitor pe care-l pieptăna cu un pieptene de aur, aceste lucruri vrăjeau marinarii, care uitau pericolul de pe Rin. Balada Loreley povestește întâmplarea unei zâne care a fost o fată care se numea Lore, fata prin frumusețea ei făcea ca bărbații să-și piardă mințile. Pentru acest lucru fata este învinuită de vrăjitorie. Episcopul la vederea frumuseții ei o trimite în mănăstire neputând hotărî condamnarea ei la moarte. Lore este condusă la mănăstire de trei cavaleri, întristată pe drum de pierderea iubitului ei care a înșelat-o, reușește să scape de însoțitori și se aruncă de pe stâncă în apele Rinului. Așa începe legenda minunatei fete cu păr de aur și glas divin, care conduce corăbiile către moarte. 

## Galerie de imagini

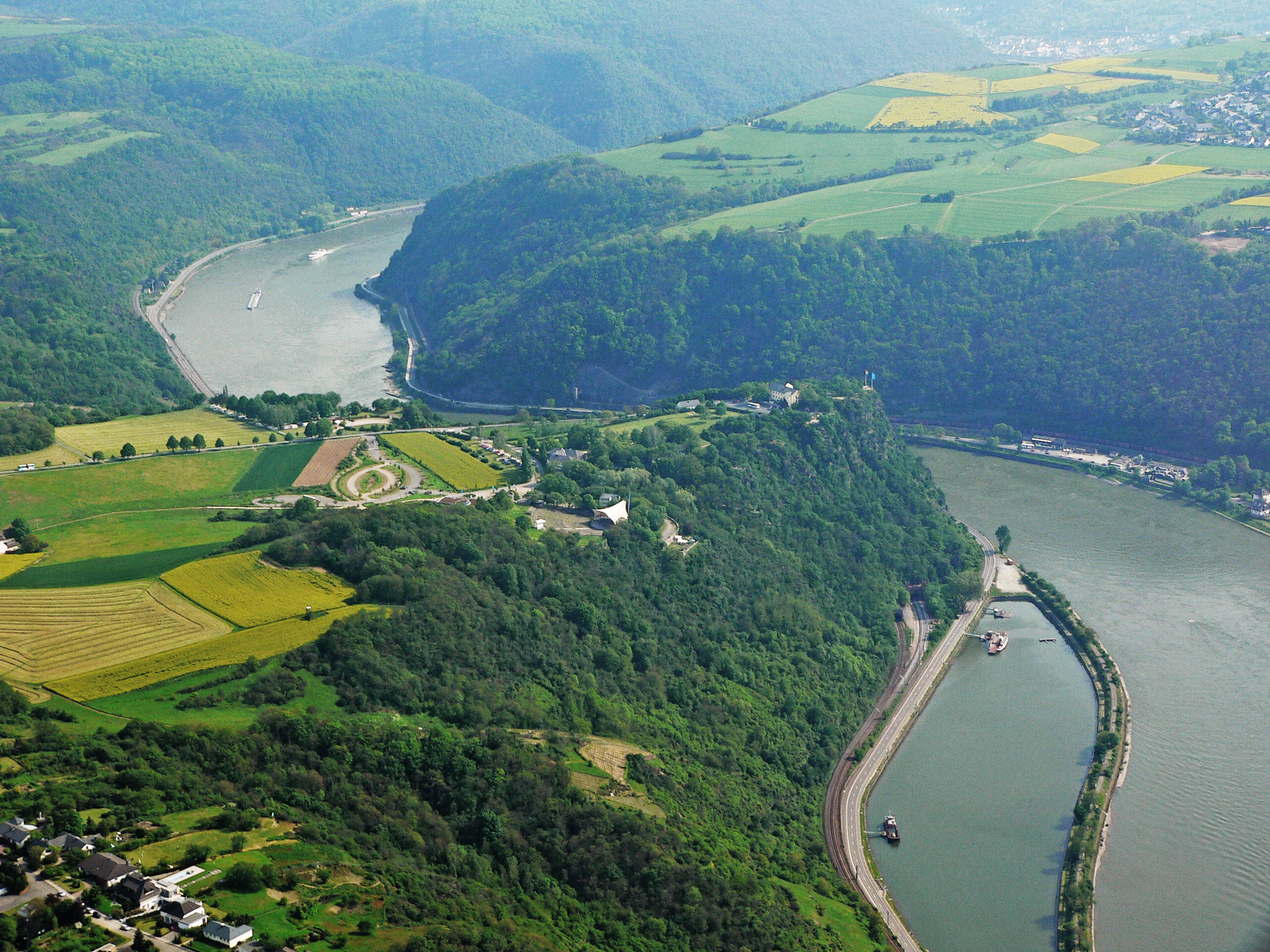
Loreley vedere aeriană
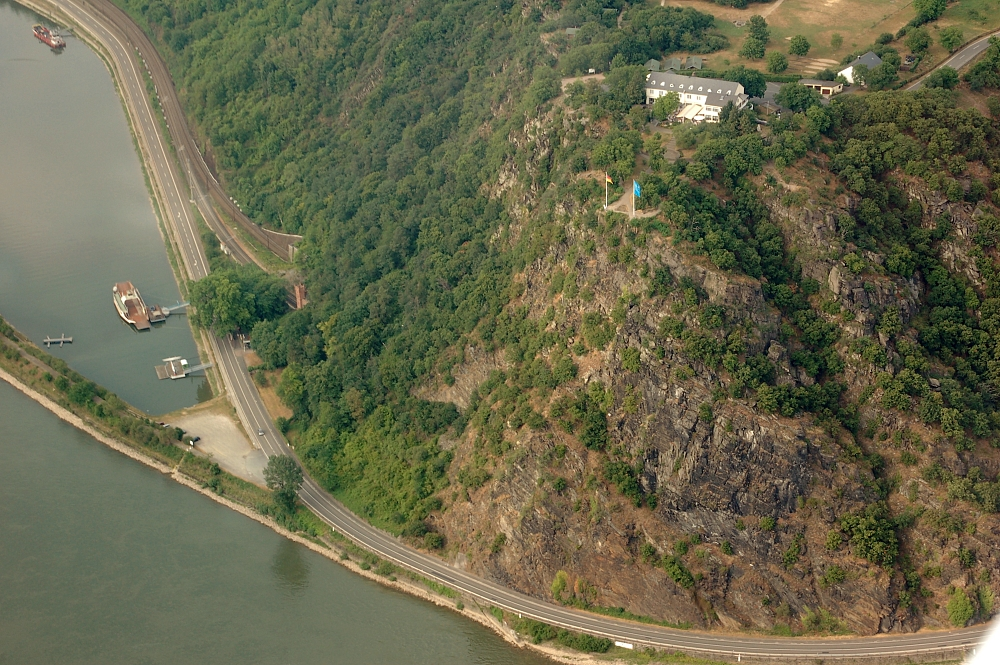
Vedere din sud vest
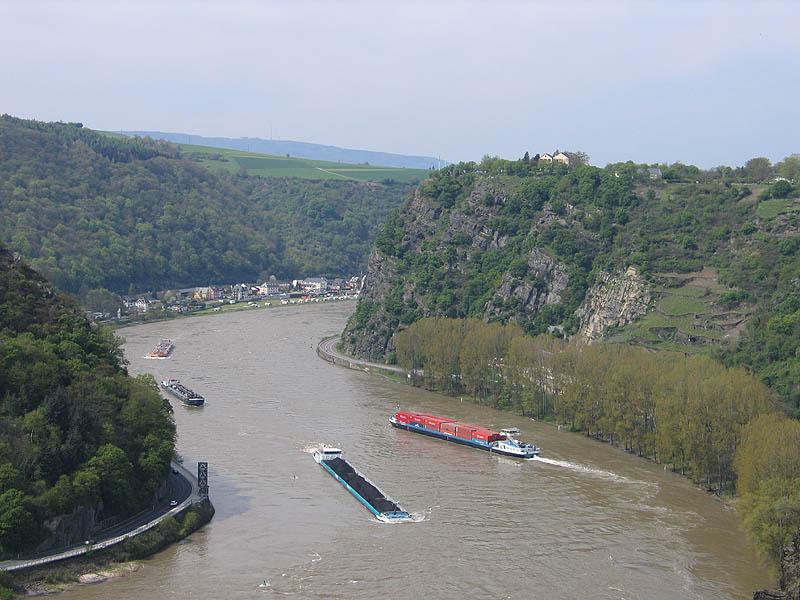
Loreley (St. Goarshausen)
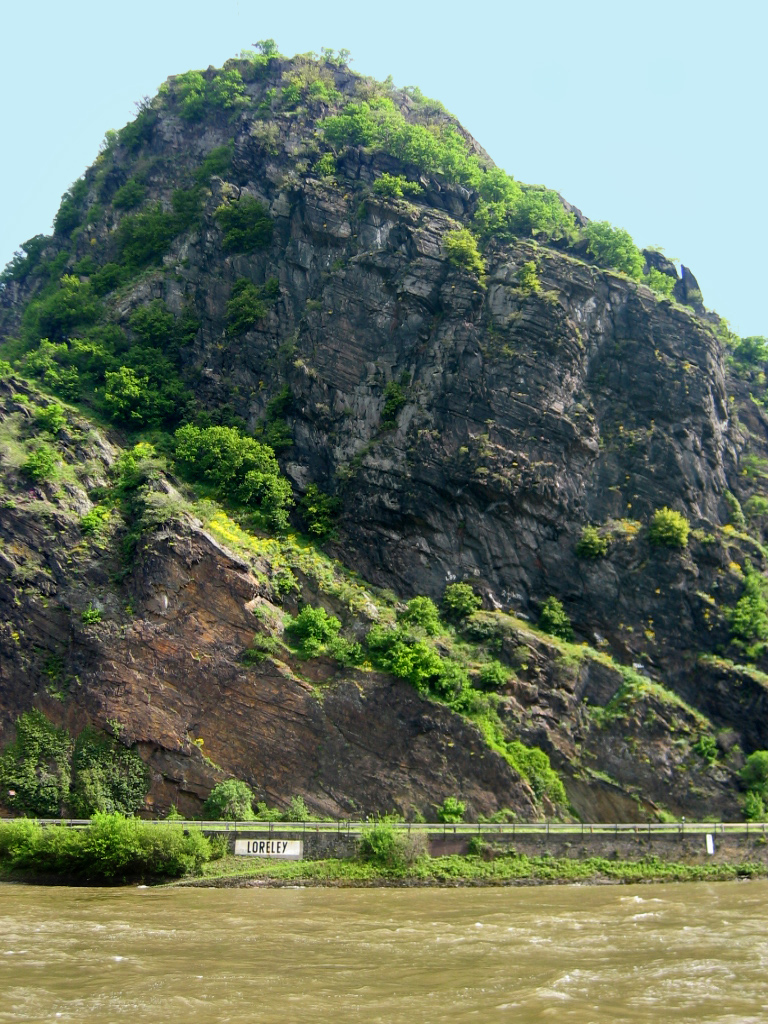
Stânca Loreley
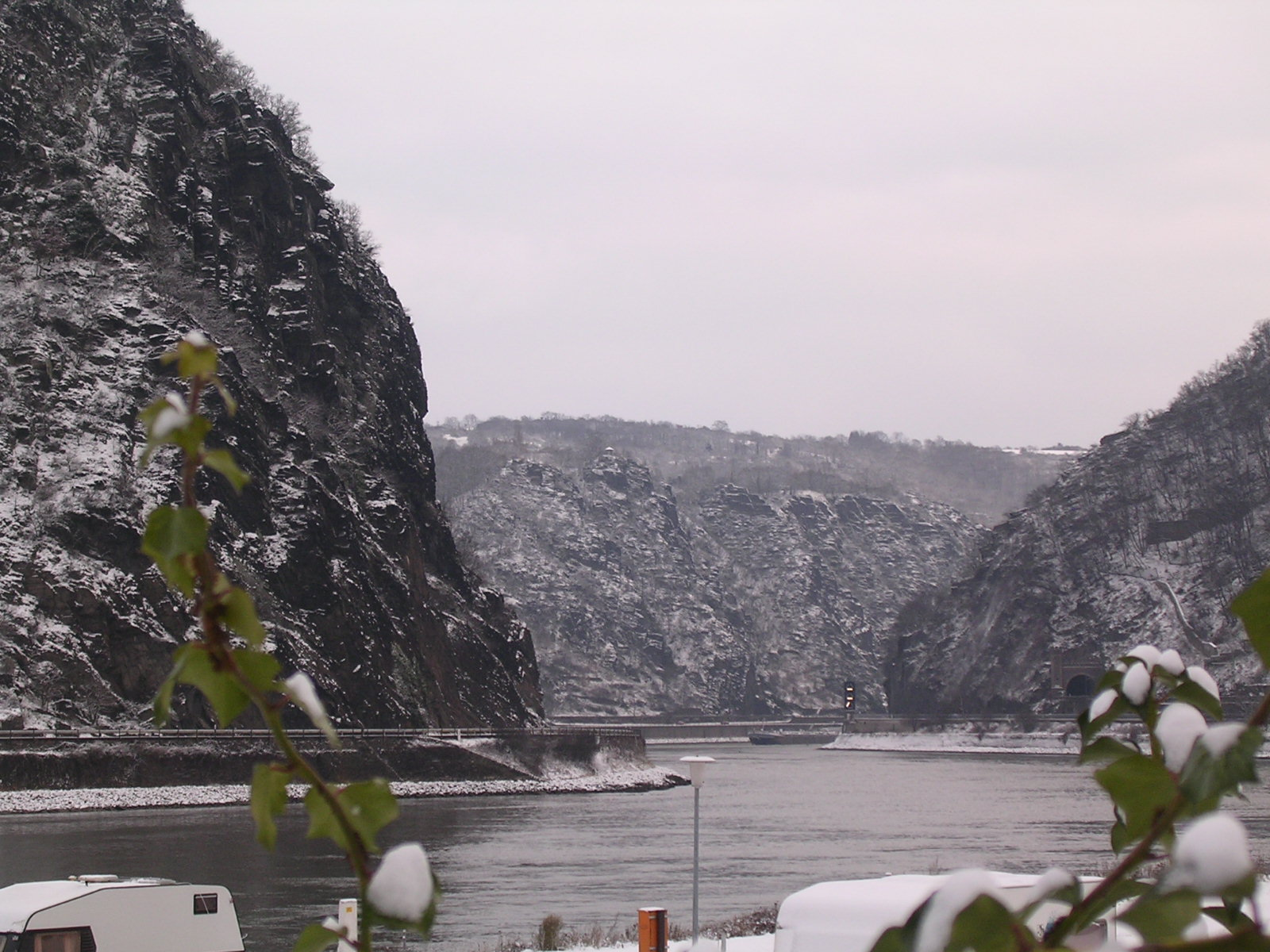
Loreley iarna